# Elektro Chemische Industrie

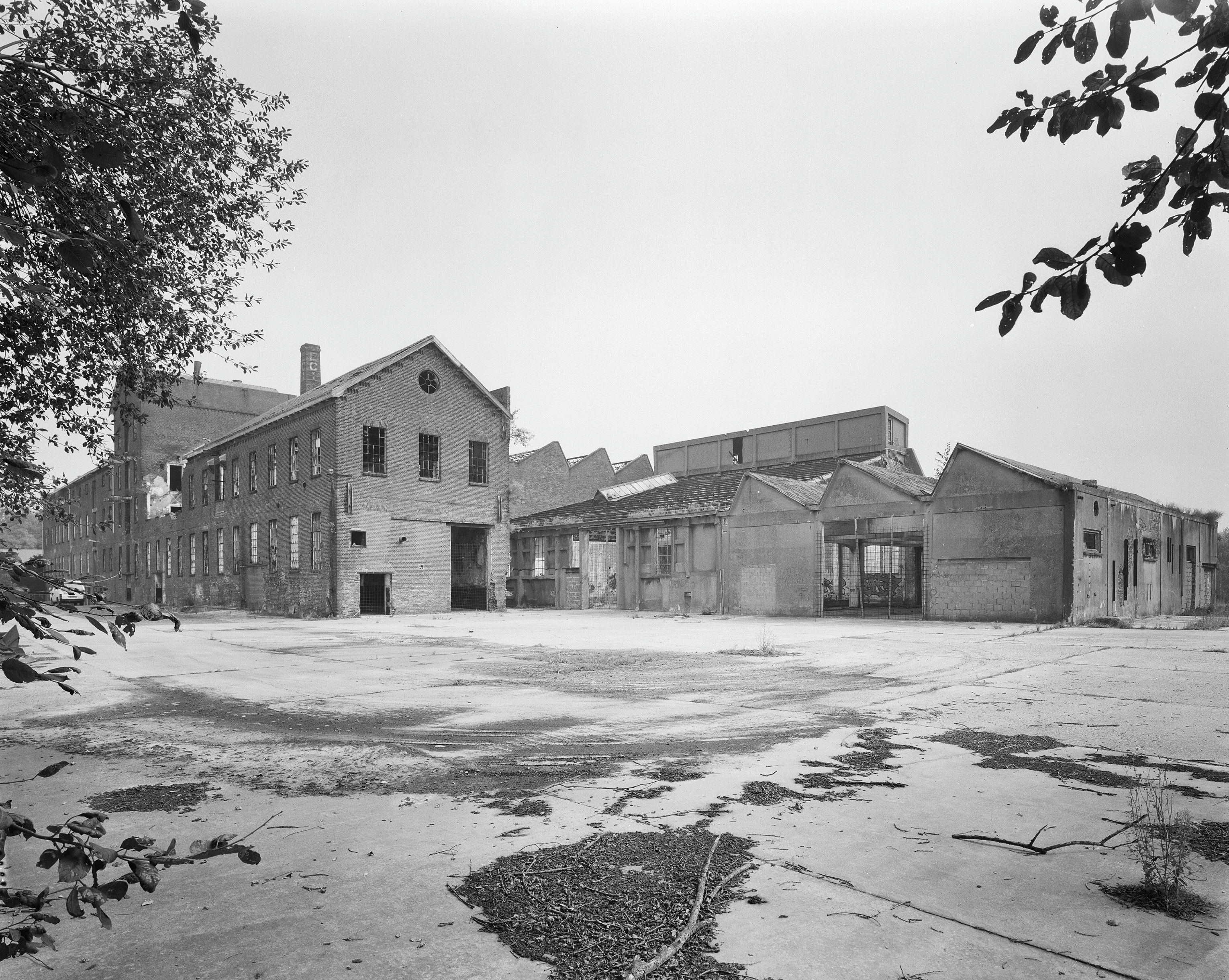
Fabrieksterrein voor de restauratie

De Elektro Chemische Industrie (ECI) was een elektrochemisch bedrijf, gevestigd in de Nederlandse stad Roermond.

## Geschiedenis
Op de plaats van deze fabriek lag een watermolen, de Bovenste Molen 1, gelegen op het Klein Hellegat, een tak van de Roer. De molen, eigendom van de Munsterabdij en het Kartuizerklooster Bethlehem, werd met hen in 1797 door de Fransen onteigend. In 1798 kocht een consortium, de Compagnie Mattheï, Compans, Magnée, Burghoff en Janssen de molen. In 1807 werd de papiermolen van het consortium Burghoff, Magnée & Co (BM & Co) gebouwd en in 1838 werden de gebouwen van de naburige wolspinnerij opgekocht. In 1918 werden de molens gekocht door een ander consortium van ondernemers, de NV Het Steel, die op deze plaats een fabriek voor aardappelmeelproducten bouwde. Voor deze NV werd in 1918 de waterkrachtcentrale gebouwd. Het Steel kwam echter na enkele jaren in de problemen en werd begin 1923 stopgezet. In 1926 kwam de centrale en een deel van de bedrijfsgebouwen in bezit van het Deventer voedingsmiddelenconcern Noury & van der Lande. Deze vestigde hier de Elektro Chemische Industrie, die langs elektrochemische weg peroxidesulfaten vervaardigde die in de zeep- en levensmiddelenindustrie gebruikt werden.
Noury & van der Lande, en daarmee ECI, werd in 1967 onderdeel van het AKZO-concern. In 1974 werd de productie van ECI gestaakt en raakten de bedrijfsgebouwen in verval. Rond 2000 volgde restauratie van een deel van de gebouwen. Een deel werd ingenomen door de ECI Cultuurfabriek, terwijl ook diverse bedrijven in de gerenoveerde panden gevestigd werden.